# Sergio Manuel Rodríguez
Sergio Manuel Rodríguez   (Bilbao, 26 de juny de 1987) és un àrbitre de bàsquet basc de la lliga ACB. Pertany al Comitè d'Àrbitres Basc.

## Trajectòria
La seva relació amb l'arbitratge comença al pati dels 'Escolapis de Bilbao, on dirigia partits de categoria escolar sense estar federat quan amb prou feines tenia 14 anys. Aquest fet va cridar l'atenció dels àrbitres que acudien a dirigir partits federadts i el van convèncer per accedir al Comitè Biscaí d'Àrbitres. Era un 14 de desembre de 2001 quan va accedir al Comitè.
Durant les seves primeres temporades, Sergio va compaginar dues facetes del bàsquet: l'arbitratge i el joc (a més va ser entrenador), sempre amb Escolapis. A poc a poc van anar arribant els ascensos: de Regional a Autonòmica, després a Primera Divisió i, en 2008, el salt a les competicions FEBR. Primer va integrar el grup 2, en partits d'EBA i Lliga Femenina 2. I la temporada 2010/2011 va donar el salt al grup 1. El seu primer partit d'Adecco Oro va ser a Lleida, acompanyat per Juan Manuel Uruñuela. Aquest any dirigiria a Logronyo la Copa Adecco Plata.
Després d'una temporada, la campanya 2011/2012 seria la que major nombre de partits en les lligues Adecco dirigiria, semifinals de la Copa de la Reina i diversos partits importants en els playoffs de Plata i Or, amb final inclosa de la màxima competició FEBR.
Enl 2 d'agost de 2012 es va anunciar el seu ascens a la Lliga ACB, al costat d'Andrés Fernández Sánchez, Juan de Dios Oyón Cauqui i David Planells Caicedo.

## Temporades
| Categoria            | País    | Any               |
| -------------------- | ------- | ----------------- |
| Categories base      | Espanya | 2001 - 2004       |
| Grup 4 (Comitè Basc) | Espanya | 2004 - 2007       |
| Grup 3 (Comitè Basc) | Espanya | 2007 - 2008       |
| Lliga EBA            | Espanya | 2008 - 2010       |
| Lliga LEB            | Espanya | 2010 - 2012       |
| Lliga ACB            | Espanya | 2012 - Actualitat |